# بزرگ‌راه ۴۰۳ انتاریو
بزرگ‌راه ۴۰۳ انتاریو (انگلیسی: Ontario Highway 403) یکی از بزرگراه‌های سری ۴۰۰ در استان انتاریو کانادا است.